# Dilophus serotinus
Dilophus serotinus är en tvåvingeart som beskrevs av Friedrich Hermann Loew 1861. Dilophus serotinus ingår i släktet Dilophus och familjen hårmyggor. Inga underarter finns listade i Catalogue of Life.